# Millepora latifolia
Millepora latifolia is een hydroïdpoliep uit de familie Milleporidae. De poliep komt uit het geslacht Millepora. Millepora latifolia werd in 1948 voor het eerst wetenschappelijk beschreven door Boschma. 